# Acronicta rumicina
Acronicta rumicina là một loài bướm đêm trong họ Noctuidae.